# Harmen Jansz Muller

Drukkersmerk van Harmen Jansz Muller op de titelpagina van Carmen elegiacvm in natalem Christi, 1576

Harmen Jansz Muller (ca. 1539–1617) was een houtsnijder, graveur, boekdrukker en boekverkoper werkzaam in Amsterdam.

## Levensloop
Harmen Jansz Muller kwam uit een bekende familie van boeken- en prentenmakers. Hij werd in of voor 1539 in Amsterdam geboren. Zijn vader Jan Ewoutsz was drukker en houtsnijder. Hij heeft zijn zonen waarschijnlijk het vak geleerd. Net als zijn broer Cornelis maakte Muller prenten voor Antwerpse drukkers. Het is niet bekend of hij zich ooit in deze stad heeft gevestigd. 
In 1566 werkte hij in ieder geval in Amsterdam, toen voor het eerst zijn naam als boekdrukker verscheen op een keur over de bestemming van de Minderbroederskerk. In oktober 1567 trouwde hij met Meynsgen van der Veer en op 1 augustus 1568 werd hun eerste kind Lysbeth geboren. Ze woonden in zijn ouderlijk huis in de 'Kerkstraet, aen de Oude Side' ofwel de Warmoesstraat, aan de oostzijde, tussen de Sint Jansstraat en de Sint Annastraat. 
Nadat in 1564 zijn vader was overleden had zijn moeder de zaak waargenomen. In die periode wijdde Muller zich vooral aan de prentkunst. In 1570 nam hij officieel de boekdrukkerij ‘In den vergulden passer’ in de Warmoesstraat van de familie over. Tot en met 1577 was hij de enige drukker in Amsterdam. Na de Alteratie drukte hij voor verschillende gezindten, soms anoniem of onder een vals adres. Daarnaast bleef hij actief als houtsnijder en gaf hij ook prenten van andere kunstenaars uit, zoals de houtsneden van Cornelis Anthonisz. eerder verschenen bij zijn vader. Vanaf 1593 publiceerde hij het werk van zijn zoon Jan Harmensz Muller, de beroemde graveur, tekenaar en kunstschilder.
Op 17 oktober 1617 overleed Muller en twaalf dagen daarna zijn vrouw. Ze werden bijgezet en later begraven in de Oude Kerk. Ze lieten twee zonen en drie dochters na. Hun dochter Marretje erfde 'de parssen, letteren, figuren ende gereetschap'. Zij trouwde later met de drukker Cornelis Dircksz. Cool. De winkelvoorraad werd verdeeld over Marretje en Jan.

## Prenten

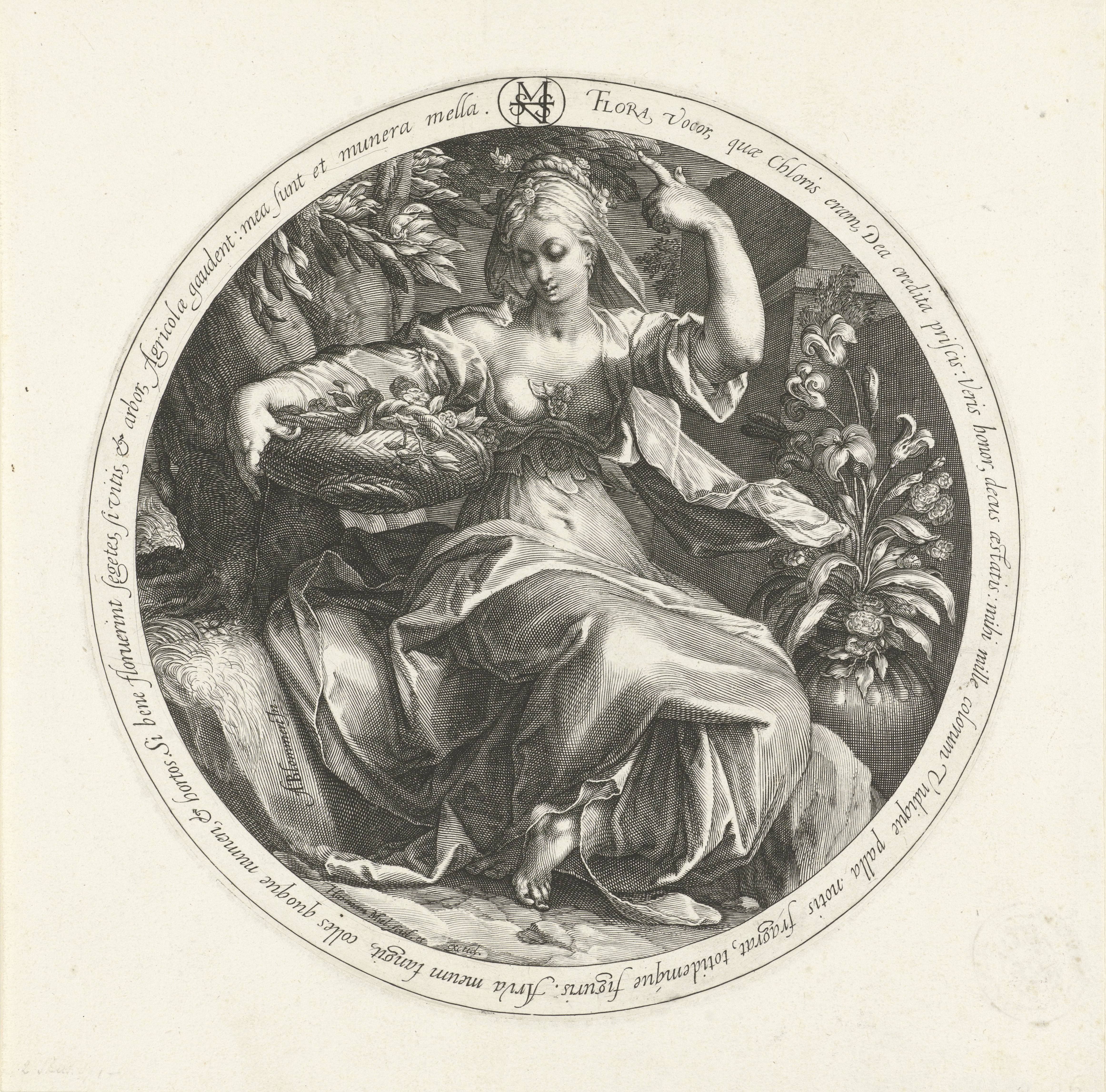
Flora gegraveerd en uitgegeven door Harmen Jansz Muller, naar ontwerp van Abraham Bloemaert, 1598-1602

Muller werkte als graveur voor de Antwerpse drukker Hieronymus Cock. Hij maakte voor hem veel reeksen naar ontwerpen van Maerten van Heemskerck. Enkele reeksen zijn gedateerd, zoals de allegorieën van Jezus, de barmhartige Samaritaan uit 1565 en de vier temperamenten uit 1566. Andere ontwerpers die hij navolgde waren Maerten de Vos, Bartholomeus Spranger, Johannes Stradanus, Crispyn van den Broecke, Dirck Barendsz, Cornelis Ketel, Hendrik Goltzius, Abraham Bloemaert, R. Pilander.
Een van zijn belangrijkste prentwerken is Veelderhande cierlijcke compertementen profitelijck voor schilders goutsmeden beeldtsnijders ende ander constenaren uit 1564, naar ontwerpen van Jacques Floris.

## Uitgaven

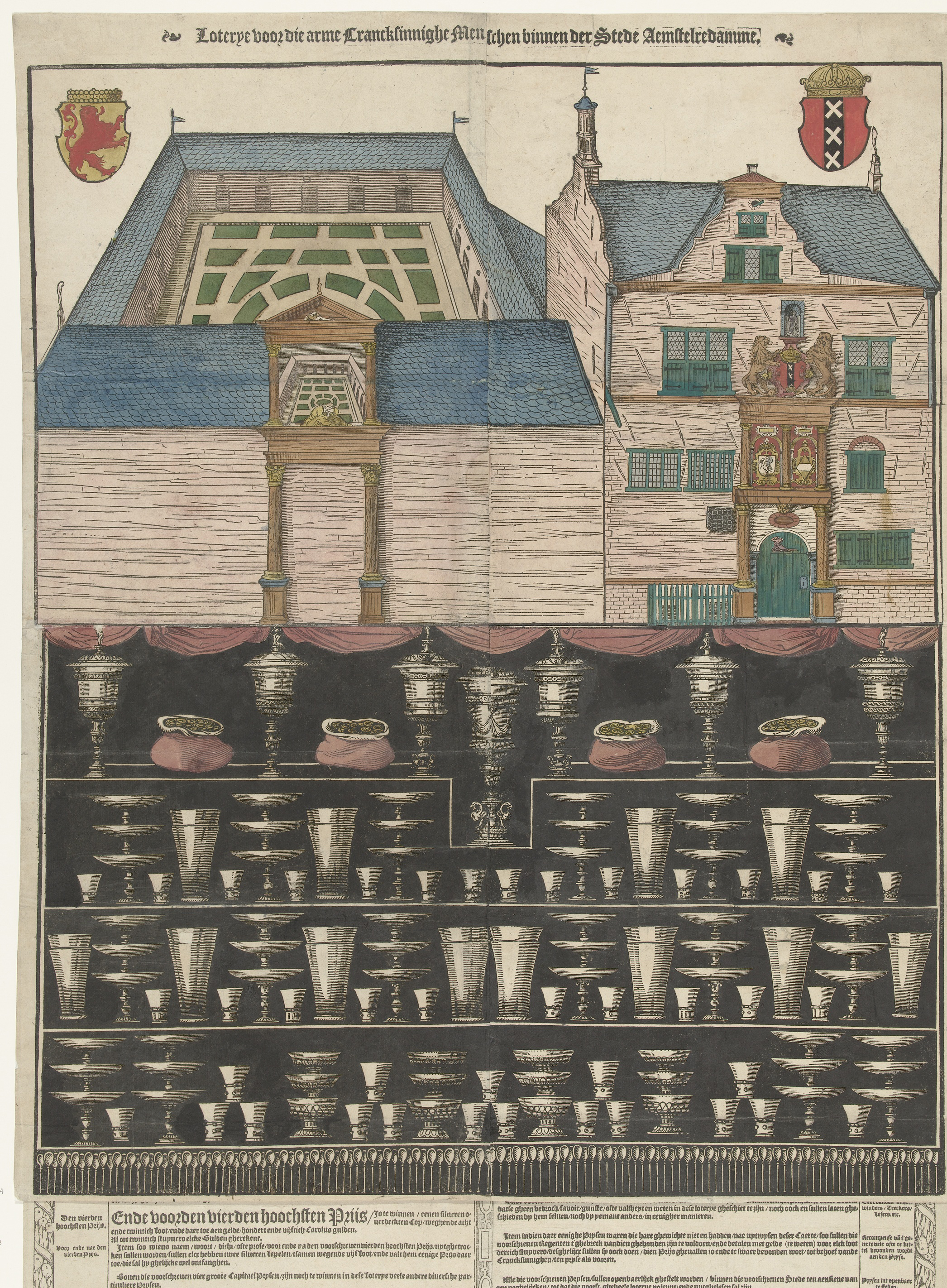
Loterijprent met een houtsnede van het dolhuis in Amsterdam gedrukt door Harmen Jansz Muller in 1591

De allereerste uitgave van Muller is een plano die dateert van 1566, getiteld Keur, waarbij aan de Gereformeerden de vrije uitoefening van hun godsdienst wordt toegestaan, en hun daartoe de Minderbroederskerk ten gebruike wordt gegeven.
De eerst volgende gedateerde uitgave verschijnt pas weer in 1571, namelijk Dits dat hoochste ende dat outste waterrecht. In de periode 1572-1577, toen Muller de enige drukker was in Amsterdam, kwamen o.a. Latijnse schoolzangen en gedichten van Petrus Apherdianus van zijn pers en een psalterium met de titel Psalmi quibus per hebdomadam in vespertinis precibus vtitur ecclesia, vna cum hymnis de ferijs ac festiuitatibus anni totius uit 1576. Op vier balken zijn muzieknoten geschreven. Dat gebeurde nog met de hand in Amsterdam.
In 1578 drukte hij driemaal de artikelen van het Verdrag van Satisfactie tussen Amsterdam en de Staten van Holland op 8 februari 1578, bijvoorbeeld de editie 1578. Poincten ende articulen vanden satisfactie die van Aemstelredamme gegeuen, ende gheaccordeert & cetera.
Na de Alteratie gaf Muller zowel katholieke boeken uit als werk van spiritualisten, humanisten en vrijdenkers zoals Mathijs Wier, Erasmus en Coornhert. Voorbeeld is Grondelicke onderrichtinghe, van veelen hoochwichtighen articulen van Mathijs Wier, zogenaamd gedrukt in 'Francfurt' in 1579. Mathijs Wier (broer van de beroemde arts Johannes Wier die streed tegen de heksenvervolging) was vanuit Grave naar Wesel gevlucht. Hij schreef daar brieven aan zielsverwanten en verkondigde zijn mystieke denkbeelden aan mensen die hem thuis opzochten. In 1560 overleed hij. Dit is de vroegste integrale uitgave van zijn brieven en preken die bewaard is gebleven. Een ander voorbeeld is Tweeling Vanden bruydt Christi en d'Egipsche vroeivrouwen van Dirc Volckherts Coornhert uit 1582, met een voorrede in de civilité, een bijzonder lettertype dat Muller vaker gebruikte.
Ook de exacte wetenschappen zijn vertegenwoordigd in zijn fonds, bijvoorbeeld een meetkundige tekst over de berekening van het cirkeloppervlak van Ludolph van Ceulen, Kort claar bewijs dat die nieuwe ghevonden proportie eens circkels iegens zyn diameter te groot is uit 1585. Dit werk was een polemische reactie op Qvadratvre dv cercle van Simon du Chesne uit 1584. 
Een voorbeeld van klassieke literatuur met houtsneden van waarschijnlijk Harmen Jansz Muller is Ovidius' Metamorphosis dat is, Die herscheppinge oft veranderinge uit 1588. In het voorwoord richt Muller zich tot de rederijkerskamer 'De Egelantier', waar hij waarschijnlijk zelf toen al lid van was. In 'De Egelantier' werden ook Zeven spelen, van die wercken der bermherticheyd opgevoerd, verspreid over zeven opeenvolgende zondagen. Muller drukte deze spelen in 1591. Er is gesuggereerd dat hij dit deed om geld in te zamelen voor het dolhuis aan de Kloveniersburgwal, maar hiervoor zijn geen concrete aanwijzingen. Ten bate van het dolhuis drukte Muller in ieder geval in dat jaar de Loterye voor die arme crancksinnighe menschen binnen der stede Aemstelredamme.
Een voorbeeld van een katholiek werkje is Vertroostinghe in alle lijden ende tegenspoed uit 1591 door Anthonius van Hemert.